# Jean-Baptiste Catoire-Moulainville
Jean-Baptiste Dominique Catoire-Moulainville ou Catoire de Moulainville, né le 4 avril 1762 à Verdun (Meuse) et décédé le 14 mai 1805 au même lieu, est un homme politique français,,,,,. 

## Biographie
Il est le fils de Jean-Baptiste-Henri-César Catoire, écuyer, seigneur de Moulainville, conseiller du Roi, receveur des finances, trésorier de France à Metz et de Jean-Marie-Renée Mangin.
Substitut du procureur, puis procureur impérial de Verdun, il est maire de Verdun et entre au corps législatif le 8 frimaire an XII (1804) comme député de la Meuse jusqu'à sa mort en 1805,,,.
Branche aînée de la famille Catoire. Sans postérité.

## Sources
- « Jean-Baptiste Catoire-Moulainville », dans Adolphe Robert et Gaston Cougny, Dictionnaire des parlementaires français, Edgar Bourloton, 1889-1891 [détail de l’édition]